# Зия Гьокалп (квартал на Истанбул)
„Зия Гьокалп“ (на турски: Ziya Gökalp) е квартал на Истанбул, разположен в околия Башакшехир. Общата му площ е 14,6 км2. Според данни на Адресната система за регистриране на населението (ABPRS) към 2023 г. населението на „Зия Гьокалп“ е 29 997 жители.